# Kantatengottesdienst
Ein Kantatengottesdienst ist ein christlicher Gottesdienst, bei dem die kirchenmusikalische Aufführung einer geistlichen Kantate im Mittelpunkt steht. Die Aufführung der Kantate ist dann verwoben mit der Liturgie. Ein Kantatengottesdienst wird gemeinsam von einem Geistlichen und einem Kirchenmusiker oder Kantor vorbereitet und verantwortet. Der Kantatengottesdienst enthält sowohl Momente eines Konzertes als auch den Grundcharakter eines Gottesdienstes, was seine Spannung, aber auch seinen besonderen Reiz ausmacht. Besonders gelungen ist ein Kantatengottesdienst, wenn die dichte Verzahnung von dargebotener Musik, gesprochenem Wort und gefeierter Liturgie gelingt.

## Wiederentdeckung der Form
Kantaten im Gottesdienst erlebten zu Beginn des 19. Jahrhunderts einen Tiefstand. Bezeichnend dafür ist das Urteil eines unbekannten Kantors im Jahr 1805: „Theologische oder moralische Betrachtungen in Reime zu zwingen, bei Geigen- und Hörnerschall solche dem lieben Gott oder der Gemeinde vorzujauchzen, ist, wo nicht lächerlich, doch gewiß höchst absichtslos und zweckwidrig.“
Voraussetzung für den modernen Kantatengottesdienst war die gottesdienstliche Wiederentdeckung der Bachschen Kantaten im 19. Jahrhundert. Als Erster forderte 1845 Johann Theodor Mosewius, Direktor der Breslauer Singakademie, in seinem Buch J. S. Bach in seinen Kirchen-Cantaten und Choralgesängen die Einführung Bachscher Kantaten in den Gottesdienst. Durch den Thomaskantor Moritz Hauptmann wurden Bachkantaten in der Mitte des 19. Jahrhunderts dann wieder im Leipziger Gottesdienst eingebürgert.
Die Form eines Kantatengottesdienstes wurde ab 1918 in Leipzig von Karl Straube weiter belebt, als er sämtliche Kantaten von Johann Sebastian Bach aufführte und ihnen dabei „in den Gottesdiensten der Leipziger Hauptkirchen ihren festen Platz“ gab.

## Praktische Aspekte

### Liturgisch
Teile der Kantate können als Teil der Liturgie aus dem Proprium oder Ordinariumsteil fungieren, beispielsweise als Halleluja-Rufe oder Gebetsteile. Mitwirkende bei einem Kantatengottesdienst sind in der Regel Vokalisten (begleitet durch Instrumentalisten), denn bei dieser Gottesdienstform geht es neben der Musik schwerpunktmäßig um das Wort und um die Inhalte der Kantate.

### Predigt im Kantatengottesdienst
In der Regel wird im Kantatengottesdienst über einen geistlichen Aspekt der aufgeführten Kantate gepredigt oder aber der Bibeltext ausgelegt, der der Kantate zu Grunde liegt, so dass Kantate und Gottesdienst eine enge Verbindung eingehen und dabei ein liturgisches Gesamtkunstwerk entsteht. Kirchenjahreszeitliche Hinweise, die sich aus der Entstehungsgeschichte einer Kantate ergeben (z. B. Adventskantaten, Weihnachtskantaten, Passionskantaten), können ebenfalls aufgegriffen und in Beziehung zur entsprechenden Liturgie bzw. Predigt gesetzt werden.

### Hymnologisch
Enthält die Kantate ein Gesangbuchlied oder eine Kirchenliedstrophe (z. B. die Bachkantate Was Gott tut, das ist wohlgetan, BWV 99), dann wird der Gottesdienst in der Predigt und in der Auswahl der Gemeindelieder daran nicht vorbeigehen, sondern diesen Aspekt vertiefen. Hier wird dann unter Umständen die Grenze zum Liedgottesdienst berührt. Die entsprechende Predigt ist dann eine Liedpredigt.

### Sprachlich
Um des besseren Verständnisses der Kantatentexte willen sollte der Gemeinde ein Textblatt mit dem vollständigen Kantatentext in die Hand gegeben werden. Die unter Umständen historische Sprachgestalt eines Textes kann so einer Gemeinde im Gottesdienst besser vermittelt werden und auch dichterisch anstößige Passagen lassen sich auf diese Weise besser verarbeiten. Der Kantate gelingt es dann, „zu einem Stück Gottesdienst zu werden“.

## Kantatenkompositionen im Kantatengottesdienst
Zu den wichtigsten Kantaten-Komponisten, die sich für christliche Kantatengottesdienste eignen, zählen vor allem die Meister des Barockzeitalters: Dietrich Buxtehude, Nicolaus Bruhns, Matthias Weckmann, Vincent Lübeck, Johann Sebastian Bach und Georg Philipp Telemann, die Kantaten vorwiegend, aber nicht ausschließlich, für den kirchlichen und liturgischen Gebrauch komponierten. Aber auch die Moderne bietet interessante Kirchenkantaten von Komponisten des 20. und 21. Jahrhunderts, z. B. Rolf Schweizer, Paul Ernst Ruppel, die sich für die Darbietung in Kantatengottesdiensten eignen.